# Mäder
Mäder es una localidad del distrito de Feldkirch, en el estado de Vorarlberg, Austria, con una población estimada a principio del año 2018 de 4031 habitantes. 
Se encuentra ubicada al oeste del estado, cerca de la orilla del río Ill y del Rin que la separa de Suiza y Liechtenstein.